# Bandungharjo (Toroh)
Bandungharjo is een bestuurslaag in het regentschap Grobogan van de provincie Midden-Java, Indonesië. Bandungharjo telt 6460 inwoners (volkstelling 2010).